# Il ritorno di Coniglio
Il ritorno di Coniglio (Rabbit Redux) è un romanzo di John Updike del 1971. Il romanzo è il secondo che vede come protagonista Harry Angstrom, detto "Coniglio", già apparso in Corri, Coniglio (1960), e poi ancora in Sei ricco, Coniglio (1981), e Riposa Coniglio (1990).

## Trama
In questo secondo romanzo della serie del "Coniglio", l'ex stella del basket del liceo Harry "Coniglio" Angstrom svolge un lavoro senza uscita come operatore di linotype presso la tipografia locale. A trentasei anni, sente che si sta rapidamente avvicinando alla mezza età e all'irrilevanza, una paura che vede riflessa nel declino economico della sua città natale, Brewer, Pennsylvania. Quando sua moglie lo lascia per un eccentrico greco di nome Charlie Stavros, Harry e suo figlio dodicenne Nelson sono perplessi.
Cercando di riempire il vuoto lasciato da Janice, Harry avvia una comune, composta da se stesso; Nelson; Skeeter, un cinico veterano del Vietnam afroamericano spacciatore di droga con delusioni messianiche; e Jill, un'adolescente ricca, bianca e fuggitiva del Connecticut. Mentre Skeeter tiene Jill in schiavitù sessuale con l'eroina, Harry e Nelson sono entrambi attratti da Jill per le diverse cose che lei rappresenta per loro: l'innocenza perduta e la conquista sessuale per Harry, e il primo amore e il raggiungimento della pubertà per Nelson. Sullo sfondo di Summer of Love, Harry, Skeeter e Jill si drogano, fanno sesso e discutono di religione, relazioni razziali e altre questioni politiche degli anni '60 mentre Nelson tenta di fare l'amore con Jill. Le attività a casa di Harry sconvolgono i suoi vicini conservatori della classe media, uno dei quali dà fuoco alla casa nel tentativo di porre fine alla comune. Jill, piena di eroina, muore bruciata. Sebbene Harry sia inizialmente turbato, il nichilista Skeeter lo convince a dimenticarsene; Harry è comunque preoccupato per l'effetto che potrebbe avere su Nelson.
Nel frattempo, Charlie ha un attacco di cuore mentre lui e Janice sono insieme, ma lei riesce comunque a salvargli la vita. L'esperienza di pre-morte li porta a rivalutare la loro relazione e Janice infine, torna da Harry. Gli Angstrom ritornano con cautela alla vita familiare mentre affrontano l'alba degli anni '70.

## Edizioni
- John Updike, Il ritorno di Coniglio, traduzione di Attilio Veraldi, Einaudi, 2015.